# مسجد كامبونج لوماباس
مسجد كامبونج لوماباس أحد مساجد بروناي .

## الموقع
يقع المسجد في منطقة كامبونج لوماباس، والتي تبعد حول أربعين كيلومتر من مدينة بندر سري بكاوان عاصمة بروناي .

## البناء
تم البدء في عملية بناء مسجد كامبونج لوماباس في السابع عشر من شهر سبتمبر من عام 1994، على أرض موقع تبلغ مساحته 5 فدان، وقد تم الانتهاء من البناء في الثلاثين من شهر مايو من 1995، وبلغت إجمالي نفقات البناء 3،088،800.88 دولار.

## استيعاب المسجد
تبلغ قدرة مسجد كامبونج لوماباس الاستيعابية ما يصل إلى 700 مصلي في وقت واحد، ومن بين التسهيلات المتاحة في المسجد وجود مكتبة .

## وصلات خارجية
- موقع مسجد كامبونج لوماباس على الخريطة